# Under Construction
Under Construction är en bangladeshisk film från 2015 regisserad och skriven av Rubaiyat Hossain. Filmen hade europeisk premiär under Stockholms filmfestival 2015.